# Champ de coquelicots (Klimt)
Pour les articles homonymes, voir Champ de coquelicots.
Champ de coquelicots est un tableau réalisé par le peintre autrichien Gustav Klimt en 1907. Cette huile sur toile est un paysage représentant un champ de coquelicots dans lequel on distingue des pommiers. Elle est conservée à l'Österreichische Galerie Belvedere, à Vienne.

## Postérité
Le tableau fait partie des « 105 œuvres décisives de la peinture occidentale » constituant le musée imaginaire de Michel Butor.